# Stéphane Ruet
Pour l’article ayant un titre homophone, voir Stéphan Druet.
Stéphane Ruet est spécialiste de l'image et des médias.
Président et producteur associé de l'Agence 1827 (Médias - Image - Digital)

## Biographie
Fils de fonctionnaires, Stéphane Ruet est né à Lyon et passe son enfance dans le Beaujolais.
Adolescent, il envisage de devenir professeur de sport, mais se lance finalement dans des études d'Arts graphiques, d'Arts appliqués et de publicité.
Inspiré par Raymond Depardon (Caladois comme lui), il devient reporter photographe et commence sa carrière en 1991 à Lyon où il est responsable du bureau de l'agence photo Sygma. Il couvre toute l'actualité de la région sud-est (Tour de France, Festival de Cannes, actualité politique, faits divers, Mondial de Foot 98...) 
Fin 1998 il intègre l'agence de presse photo Sygma à Paris. Il parcourt le monde et couvre notamment les attentats du 11 septembre à New York, la guerre en Afghanistan (source France-Info), la révolution aux Comores (source l'Express), les otages de Jolo (source Paris Match)... Après le rachat de Sygma par le groupe américain Corbis ses photos sont distribuées par l'agence Corbis-Sygma et désormais par Getty et Sipa Press.
En 2000, il réalise un reportage de six mois dans les coulisses de l'Assemblée Nationale (parution dans Le Monde Magazine) et expose ses photos à l'Hôtel de Lassay. À la fin de 2001, à la suite du licenciement de tous les photographes de Corbis, il quitte Corbis-Sygma pour l'agence Editing. En 2002, il est chargé de réaliser « l'album papier glacé de la victoire » de Lionel Jospin à l'élection présidentielle de 2002, mais celui-ci est éliminé au premier tour du scrutin.
En 2003 il s'immerge dans les coulisses du ballet de L'Opéra de Paris et suit la troupe de danseurs aux 4 coins du monde. On peut retrouver cette immersion dans un livre Danse à L'Opéra aux éditions Albin Michel.
Il crée l'agence photo « Agence 1827 » en 2003, laquelle sera rachetée en 2007 par la société de production StoryBox Press dont les actionnaires sont Laurence Ferrari, Thomas Hugues et Lorraine Willems. Il devient actionnaire et directeur de StoryBox Photo jusqu'en 2012 et réalise de nombreuses publicités pour la radio RTL et le groupe M6 notamment lors de la création du journal le 19.45.
En 2012, il publie avec Valérie Trierweiler un ouvrage sur la campagne présidentielle de François Hollande, nouvellement élu président de la République. À l'instigation de Christian Gravel, il devient responsable de la photographie et du pôle image de la Présidence de la République.
Il gère en janvier 2014 la communication de crise de François Hollande après la révélation par Closer de sa liaison avec Julie Gayet. Homme de contacts, il nourrit Hollande d'informations exclusives. Il organisera l'aspect visuel de l'image de la marche du 11 janvier 2015. Créé sous la présidence de Jacques Chirac, le « Prix Élysée de la photographie » renaît de ses cendres sous l'impulsion de Stéphane Ruet. Un jury se réunit pour choisir la photo de l'année politique parmi une vingtaine de clichés.
Homme de terrain, spécialiste de l'image et des médias, il conseille des personnalités du monde de la politique, du sport et des médias.
Il reprend en 2017 l'activité de l'Agence 1827 qu'il avait mis en sommeil et en devient Président et Producteur associé le 1er février 2018 (Production TV - Photographie - Média - Image) www.agence1827.com 
Par ailleurs, il est depuis janvier 2022, directeur de la publication du média digital lifestyle et premium Apollo & Artemis.

## Ouvrages
- Jean Glavany et Lionel Jospin, Les Soixante Jours de Jospin, Paris, La Martinière, 2002, 118 p. (ISBN 978-2-7324-2915-1 et 2-7324-2915-5, BNF 38925909).
- Danse à l'Opéra, Paris, Albin Michel, 2004, 161 p. (ISBN 2-226-15157-5, BNF 39274166).
- Nelson Mandela, A Life in Photographs, David Elliot Cohen, Text by John D. Battersby, Sterling Publishing, 2009  (ISBN 978-1-4027-7707-3)
- Valérie Trierweiler (préf. François Hollande), François Hollande président, Paris, Le Cherche-Midi, 2012, 143 p. (ISBN 978-2-7491-2566-4, BNF 42721901).
- A la table des Présidents de Guillaume Gomez - Le Cherche midi - Directeur de collection et coordinateur du livre (Novembre 2020)  (ISBN 9782749166674)
- Recettes Gourmandes des fruits & légumes de nos territoires de Guillaume Gomez - Le Cherche Midi - Directeur de collection et coordinateur du livre (Avril 2022)  (ISBN 9782749173436)
- Le Club des Chefs des Chefs de Guillaume Gomez (préf. SAR le prince Albert II de Monaco) - Le Cherche Midi - Directeur de collection et coordinateur du livre (Novembre 2022)  (ISBN 9782749174747)

### Expositions / Projections Photos
- 1993 Exposition: Le livre et l'enfant - Villefranche sur Saône (Rhône)
- 2001 Exposition: Dans les coulisses de l'Assemblée Nationales - Paris
- 2002 Projection: Les 60 jours de Jospin - Festival photographique d'Arles (Bouches-du-Rhône)
- 2004 Exposition: Danse à L'Opéra - Opéra Garnier Paris
- 2007 Exposition: Galerie Angle de Vue - Boulogne Billancourt (Hauts-de-Seine)
- 2012 Exposition: BarrObjectif - Barro (Charente)